# Ramunder
Ramunder var ett fartyg som levererades 1879 som ångslupen Framåt från Oskarshamns Mekaniska Verkstad i Oskarshamn till Ankarsrums Bruk i Ankarsrum. Fartygets varvsnummer var 154. Skrovet var av järn.

| Båtdata    | Vid leverans från varv | Vid skrotning |
| ---------- | ---------------------- | ------------- |
| Längd öa   | 17,81 meter            | 14,86 meter   |
| Bredd      | 3,69 meter             | 3,60 meter    |
| Djupgående | -                      | 2-            |
| Brt/Nrt    | -                      | -             |

Fartyget var ursprungligen utrustat med en ångmaskin om 80 hk tillverkad vid Oskarshamns Mekaniska Verkstad. 1913 utrustades fartyget med en tvåcylindrig dieselmotor om 20 hk tillverkad av Br.  	Nilsson & Co i Västervik. 1919 byggdes fartyget om med däck, salong och styrhytt och döptes om till Kurir. Fartyget  	sattes i trafik på Storsjön vid Västervik på traden Storsjö station-Edsbruk. 
Runt 1940 förvärvades fartyget av Holmens Bruk, döptes om till Holmen X och användes som bogserbåt. Efter att senare byggts om till pråm lades hon upp.  